# 孔好古
孔好古（德語：August Conrady，1864年4月28日—1925年6月4日），又作康拉德、康拉迪，德国汉学家、语言学家。

## 生平
孔好古出生于德国威斯巴登。他早年曾就读于海德堡大学、耶拿大学、莱比锡大学、斯特拉斯堡大学，研究古典语文学、比较语言学、梵文等。后来他的研究兴趣又转向藏语与汉语。他在维尔茨堡大学博士毕业后，于1891年起任教于莱比锡大学。1897年任副教授，1920年升任正教授。他曾任莱比锡大学第一任汉学讲座教授，传承了自贾柏莲孜以来的莱比锡大学汉学研究传统。他的学生包括林语堂、霍古达、奥托·梅兴-黑尔芬、申得乐、叶乃度等。其中叶乃度亦是孔好古的女婿，也长期任教于莱比锡大学。孔好古逝世后叶乃度继承了他的衣钵，成为了此后莱比锡学派的领军人物。
1903年，孔好古曾赴中国京师大学堂讲授德国语言文学。他后来出版的《在北京的八个月》（Acht Monate in Peking）便记载了这段经历。他的代表作是于1896年出版的《印支语系中使动名谓式之构词法及其与声调别义之关系》（Eine Indo-Chinesische causative-Denominativ-Bildung und ihr Zusammenhang mit den Tonaccenten）。在书中他详细研究了汉藏语系中的声调，并通过历史比较语言学的方法证明了藏语、汉语、缅语等语言的亲缘关系。此外，他还曾与斯文·赫定合作，整理翻译了赫定在楼兰遗址发现的大量文献资料，并著有《斯文·赫定在楼兰所获汉文文书及其他零散文物》（Die chinesischen Handschriften- und sonstigen Kleinfunde Sven Hedins in Lou-Lan）一书。